# Гайнан Амири
Гайнан Амири (наст. имя — Гайнан Гимазетдинович Амиров; баш. Ғайнан Әмири, Ғайнан Ғимазетдин улы Әмиров; 25 августа 1911, Новый Артаул, Уфимская губерния — 9 октября 1982, Уфа) — башкирский советский писатель, переводчик и журналист. Член Союза писателей Башкирской АССР (1939). Заслуженный работник культуры РСФСР (1971) и Заслуженный работник культуры Башкирской АССР (1969).

## Биография
Родился 25 августа 1911 года в деревне Новый Артаул Бирского уезда Уфимской губернии. Начальное образование получил в школе родной деревни.
В 1927—1930 гг. учился в Бирском педагогическом техникуме.
В 1930 году переехал в Уфу, работал в газете Йәш төҙөүсе.
В 1938 году окончил Башкирский педагогический институт имени К. А. Тимирязева (ныне Уфимский университет науки и технологий).
В 1938—1942 гг. являлся научным сотрудником Башкирского научно-исследовательского института и литературы.
2 мая 1942 года со станции Аксаково Гайнан Амири отправился на фронт в составе 124-й отдельной стрелковой бригады, который был сформирован в Башкирской АССР. Гвардии старший лейтенант Гайнан Амири принимал участие в боях под Москвой, за Сталинград, на Курской дуге, на Днепре. Был награждён орденом Отечественной войны 1-й и 2-й степени, орденом Красной Звезды, медалью «За трудовое отличие» (8 июня 1955) и медалями.
В 1946—1947 гг. был заведующим сектором Башкирского книжного издательства.
В 1948, 1950, 1955—1957 гг. работал в журналах «Октябрь» и «Әҙәби Башкортостан» (ныне — «Агидель») в должности ответственного секретаря, а позже — заместителя редактора.
В 1949 году являлся литературным консультантом в Союзе писателей Башкирской АССР, а в 1951 году — заведующим сектором Башкирского областного комитета ВКП(б).
В 1952—1955 гг. работал научным сотрудником, заведующим сектором в Институте истории, языка и литературы Башкирского филиала АН СССР.
Умер 8 октября 1982 года, похоронен на Мусульманском кладбище города Уфы.

## Творческая деятельность
С 1928 года начали появляться первые публикации писателя в газетах. Гайнан Амири работал в различных литературных жанрах — в прозе, поэзии и драматургии. В 1933 году вышла его первая книга очерков «Яңы уйҙар» (1933; «Новые мысли»), в которой рассказывается о социалистических преобразованиях в деревне. Главные персонажи сборников рассказов и стихов «Алтын» (1940; «Золото»), «Һалдат йөрәге» (1944; «Сердце солдата»), «Йәшәү шатлығы» (1950; в русском переводе — «Радость жизни», 1953) являются простыми тружениками, защитниками Родины. В своих стихотворениях и поэмах Гайнан Амири воспевает их труд на благо всех людей, патриотические порывы во имя Родины. Из под пера поэта вышли такие песни как «Песня батыров», «Волжская песня», «Мой гнедой» и другие, которые были популярны в народе.
Является соавтором инсценировки повести Мажита Гафури «Черноликие», автором драматической легенды «Таштугай» и множества одноактных пьес. Гайнаном Амири были переведены на башкирский язык поэмы и стихотворения С. Маршака, А. Пушкина, М. Лермонтова, Н. Некрасова, а также стихи украинских, болгарских, польских, индийских, арабских, монгольских и чешских поэтов.

## Память
- В Уфе на доме № 2 по улице Ленина, где жил писатель, в его честь установлена мемориальная доска.
- Улица в деревне Новый Артаул, на которой родился Гайнан Амири, названа его именем.